# 水遊び

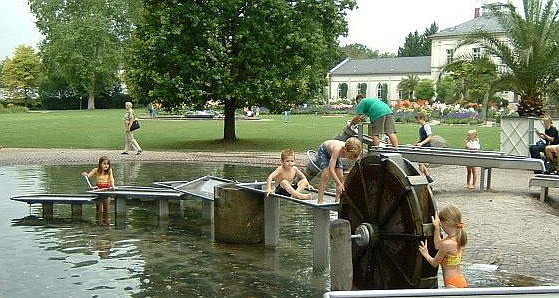
水遊び場で戯れる児童

水遊び（みずあそび）は、水のある場所で遊ぶ、あるいは水を使って遊ぶことである。
一般には幼児・児童が、噴水や池ないし川原といった水辺、あるいは自宅などで水道から水を出して遊ぶこと全般を指すが、プールや海水浴場など専門の施設では、年齢の別無く水で遊ぶことを指す。
日本においては小学校低学年でも体育の授業で水遊びを実施する。

## 概要

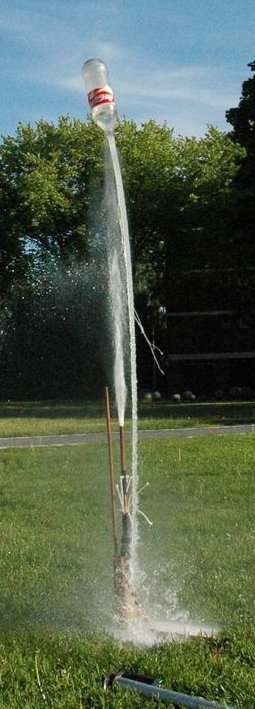
ペットボトルロケットも水遊びの一種

水遊びは、夏の暑い日に涼を取るために、あるいは水そのものに親しみ戯れる行為を指している。水は地球上でもありふれた物質の一つであるが、これを使った遊びには様々な形態があり、そのいずれもが水遊びであり、特に決まったルールや様式がある訳ではない。プールなど大きな容器に水を湛えて泳ぐという行為から、バケツや水たまりなどにある少量の水でも、足を突っ込んで飛び散らせたり、手や容器ですくって撒き散らすなど様々な遊び方が存在する。
水遊び全般で道具を使う場合、水鉄砲やホースなどを使う。また水を溜める容器としてゴムのプールやたらいなどを使って遊ぶ場合もあり、行水（ぎょうずい）とも言う。
様々な遊び方があることから、好みによって遊び方が選択でき、広く好まれる遊びである。また「ウォーターパーク」など専門の施設も存在する。

### 遊ぶ場合の服装

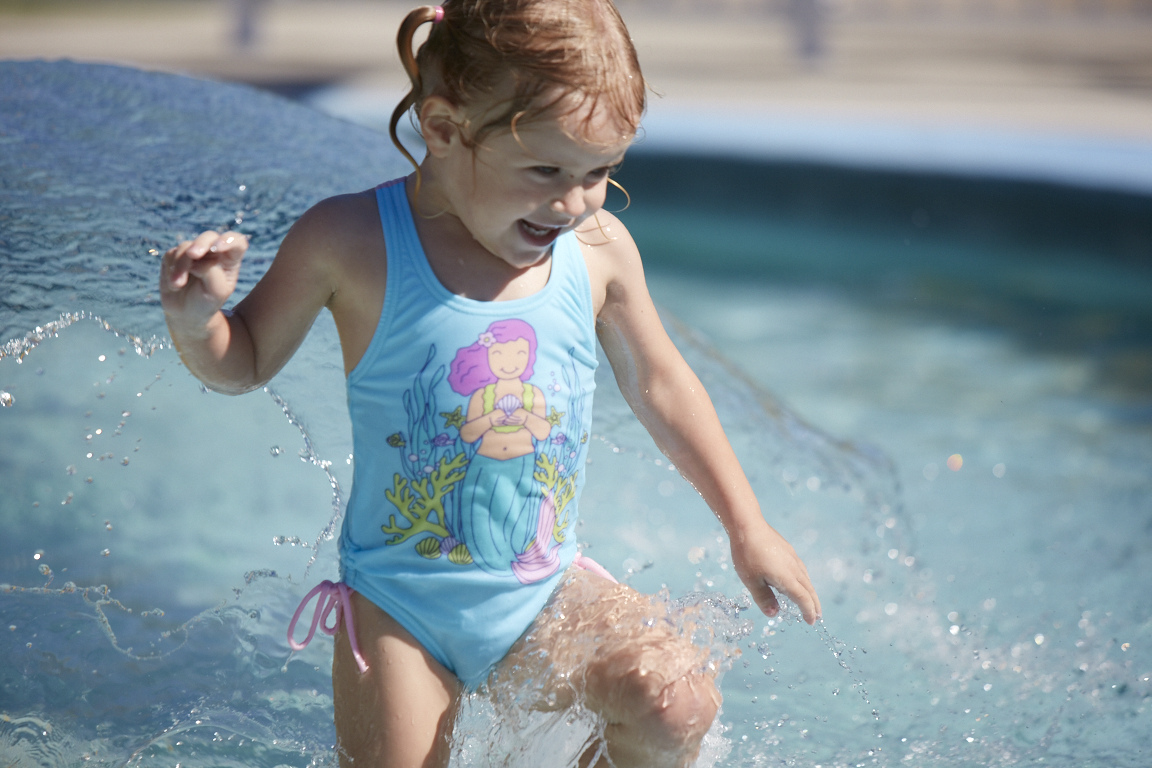
水遊び

この遊びは、全身で遊ぶと衣服が濡れてしまい着替えを必要とすることから、大抵は水着（赤ちゃんなどでは水遊び用のおむつの場合も）に着替え、遊び終わった後などに体を拭くためのタオルなども必要とされる。幼児などでは下着のみの姿を含む裸やそれに近しい状態で行われることもあるが、幼児を過ぎる頃には性的羞恥心から、次第にこれら裸に準じる状態が避けられるようになる。また公共良俗という観点からも周囲への影響を考慮し、下着姿や完全な裸は避けられる傾向にある。
なお幼い子供では、遊びに夢中になって見境がなくなることもしばしば発生する。例えば水溜りで飛び跳ねて遊んでいたと思ったら、次の瞬間には腹ばいになって全身ずぶ濡れになっていたりなどである。これはビオトープや清流や小川・水遊び場などでも同様で、ともすれば大人でさえも夏の盛りに清流で遊んでいて、興に乗って後先考えずにずぶ濡れになってしまう人もいる。ただそうなってしまうと後の始末が面倒なため、予め乾きやすい衣類を着て遊ぶ。
日本の小学校低学年での体育の授業ではスクール水着で水泳帽を被って水遊びを行う。

## 注意点
水はありふれた物質で、比較的何処にでもあるため、水遊びも比較的ありふれた遊びとなっている。しかしその半面、いわゆる「水の事故」（→水死）と呼ばれる水場での事故も絶えず、遊び方を誤ると大変危険である。このため、幼児や児童向けのプールでは、極めて水深の浅い水遊び場がある。
ただ、川や海などの自然の地形では当然ながら安全に対する配慮は存在せず、例え大人であっても水の事故に見舞われる危険もあるため、十分な警戒が必要である。例を挙げれば、以下のような配慮が必要とされる。
- 子供の水遊びの際は、大人は子供から目を離さないようにする。
- 非常時にはすぐに助けられる体制を整える。
- 人工呼吸など、応急処置について理解する。
- 河川の場合は現地はもちろん、それより上流で雨が降ったりダムからの放水があると通常時より増水するので気象や河川の情報をこまめにチェックすると共に増水時は河川から離れる。

特に、河川における川遊びについては、岐阜県が「水難事故等に関するQ&A」を公表しており、「安全に泳げる河川はありません」、「ライフジャケットが絶対に必要です」と説明した上で「川は危険ですので、遊びに行かない方が安全です」と呼びかけている。
また、大人に対しては、アルコール飲料を飲んで水に入らないなどの注意が必要だろう。
その一方で、水中では皮膚はふやけて柔らかくなる反面、水底などにガラスの破片や金属の切片・割れた石など鋭く危険なものがあっても気付かれにくく、怪我をしやすくなるほか、水が衛生的でないと、それら傷や粘膜から雑菌など病原体が侵入するという問題もある。結膜炎などの病気が媒介されることもあるため、水から上がったら目を含め清潔な水で洗い流して病気を予防する必要がある。海水や衛生的ではない水で遊んだ後は、シャワーを入念に浴びたり風呂に入るなどして、体を洗う必要もある。
このほか磯など水中生物のいる環境では、これら生物の全てが安全という訳でもないため、これらに対する警戒も必要である。
なお水遊びでは日差しが強く暑い環境ほど気持ちよく遊べる傾向が強いが、体温が上がりすぎると熱中症を起こす危険性があるほか、過度の日焼けで皮膚炎（熱傷）を起こすこともある。肌が敏感な乳幼児などの場合には、日焼けしすぎたり体温が上昇し過ぎないよう、日陰で遊ばせるなどの注意も必要である。夏場の直射日光下ではビーチパラソルの日陰でもかなりの紫外線量があり、十分な日光浴の効果が得られる。